# Церковь Петра и Павла (Ярославль)
Церковь Петра и Павла — православный храм в южной части Ярославля, в Петропавловском парке. Был построен купцом Иваном Затрапезным «как вечное напоминание об имени Великого Преобразователя России Петра I».

## История
Храм был заложен в 1736 году у ворот Полотняной мануфактуры на месте деревянной часовни. Прообразом ему послужил Петропавловский собор в Петербурге, построенный архитектором Доменико Трезини по указанию Петра I. Второе знаковое здание в столице, послужившее образцом для ярославского храма, – Зимний дворец императрицы Анны Иоанновны (Б.-Ф. Растрелли). Как отметил Аполлинарий Крылов, «прекрасная архитектура этого храма обращает на себя всеобщее внимание; строитель взял за образец Петропавловский собор, что в С.-Петербургской крепости, и сделал довольно верное подобие: свобода стиля, обширность размеров, симметрия частей, стройность и простота в целом. Все это весьма счастливо исполнено даровитым зодчим, трудившимся над построением этого храма». Основатель церкви скончался в 1741 году, так и не увидев воплощение своего замысла.

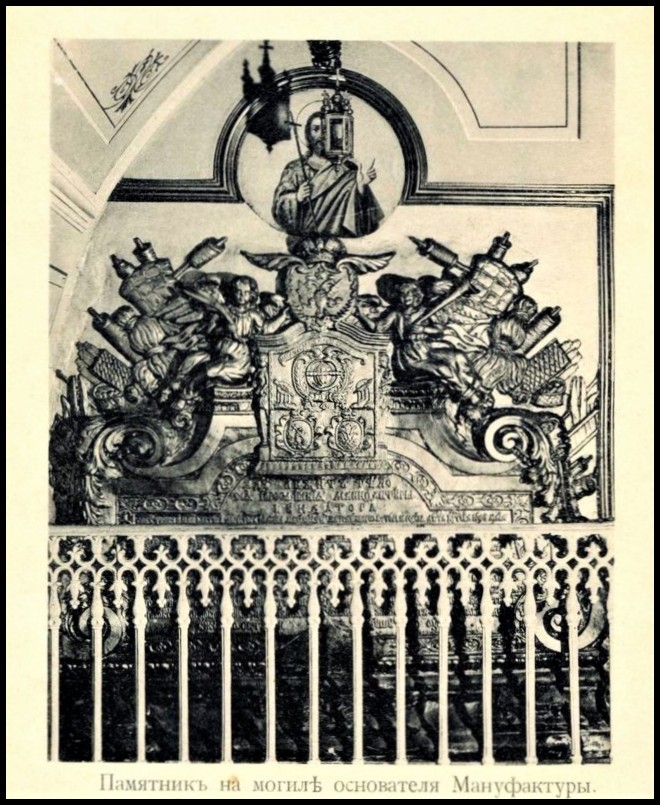
Памятник на могиле И. М. Затрапезного, начало XX в.

В 1742 году был освящён тёплый храм на первом этаже во имя Симеона Богоприимца и Анны Пророчицы, в нём перезахоронили гроб с телом Ивана Затрапезнова. В 1744 году митрополитом Арсением освящён холодный храм на втором этаже в честь апостолов Петра и Павла.
На 58-метровой колокольне Петропавловской церкви, кроме обычного набора колоколов, были установлены часы. Прихожан особенно восхищала огромная люстра с 26 подсвечниками, украшенная двуглавым орлом и изображением апостола Андрея Первозванного.
В 1835 году в нижней церкви был поставлен новый иконостас и устроены приделы во имя Покрова Богоматери по правую сторону алтаря и во имя преподобного Саввы Освященного по левую.
В 1880-х годах стены нижнего храма были расписаны «под вид дикого мрамора», позолочен иконостас, поставлены новые иконы, серебряная утварь, облачения, паникадило, сделаны изразцовые печи и чугунные полы, выполнены 32 большие композиции на сводах и поновлена живопись на стенах, деревянная лестница в храм верхнего этажа заменена мраморной, расписан свод летнего храма, заново переделан шпиль церкви, пострадавший от сильной бури.
Храм был сооружен для рабочих и служащих Ярославской Большой мануфактуры, владельцы которой жертвовали немалые суммы на благотворительные, образовательные, лечебные заведения в его приходе. В 1871 году была сооружена богадельня, кроме того, при храме имелись начальная школа, больница, церковно-приходское попечительство, содержавшиеся на средства владельцев мануфактуры.
Приход храма был одним из крупнейших в городе — в конце XVIII века в нём было более 2700 человек, в начале XX века — более 1000 человек.
В советское время Петропавловская церковь была разграблена и в 1929 году превращена в клуб, в алтаре сделали сцену, на втором этаже — кинозал; с 1965 года в храме проводили комсомольские дискотеки. От былого великолепия затрапезновского храма остались одни стены.

## Современное состояние
В 1997 году Петропавловский храм был передан в ведение Русской православной церкви. 4 декабря 1999 года в нём возобновились богослужения. В 2000-х годах восстановлены шпиль, кровля и фасад церкви, в 2010-х велись работы по ремонту полов и перекрытий.
Настоятелем храма с 1999 года служит архимандрит Антоний (Бабурин).

## Галерея

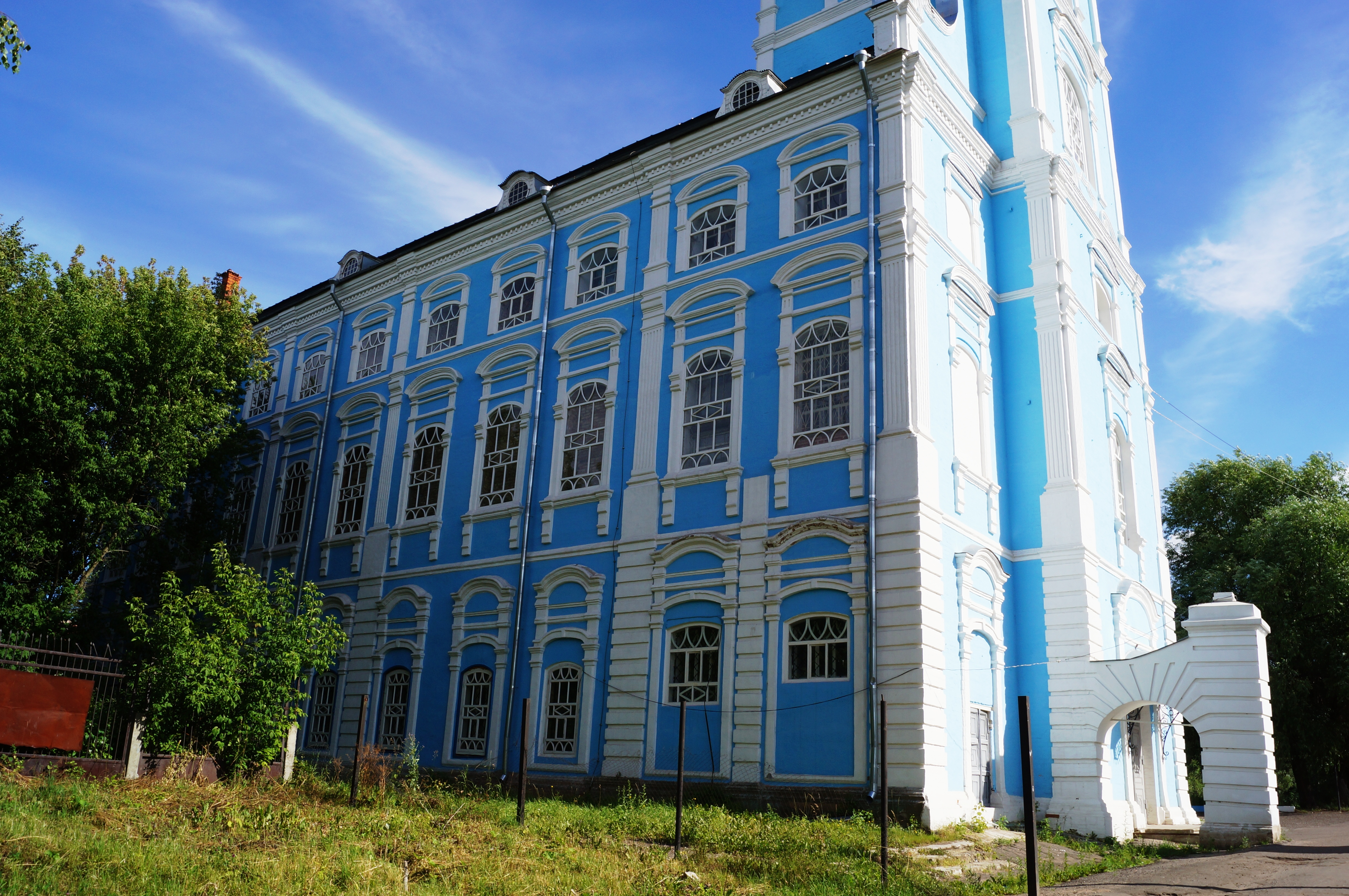
Вид с северо-запада, 2012 г.
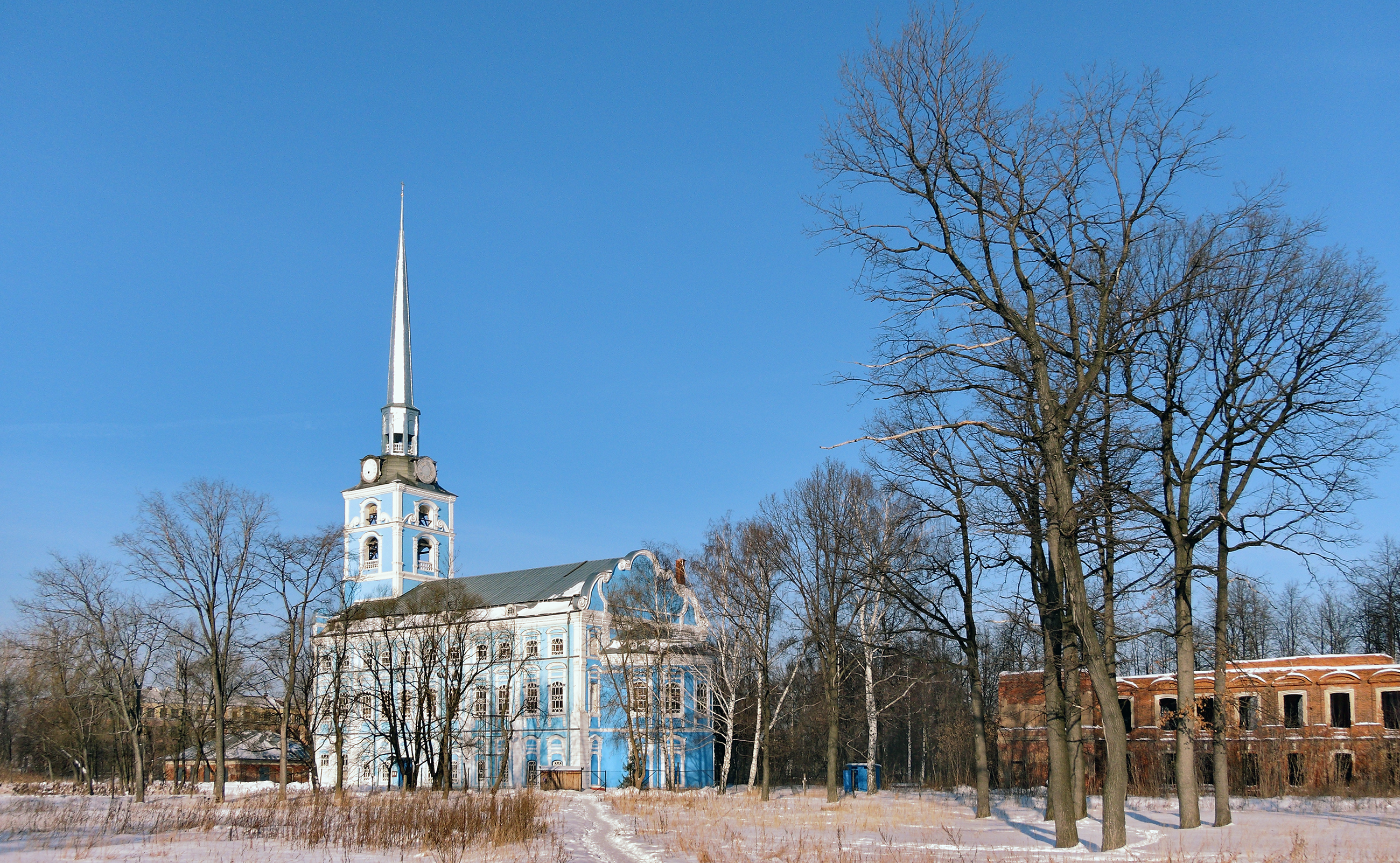
Вид с юго-востока, 2012 г.
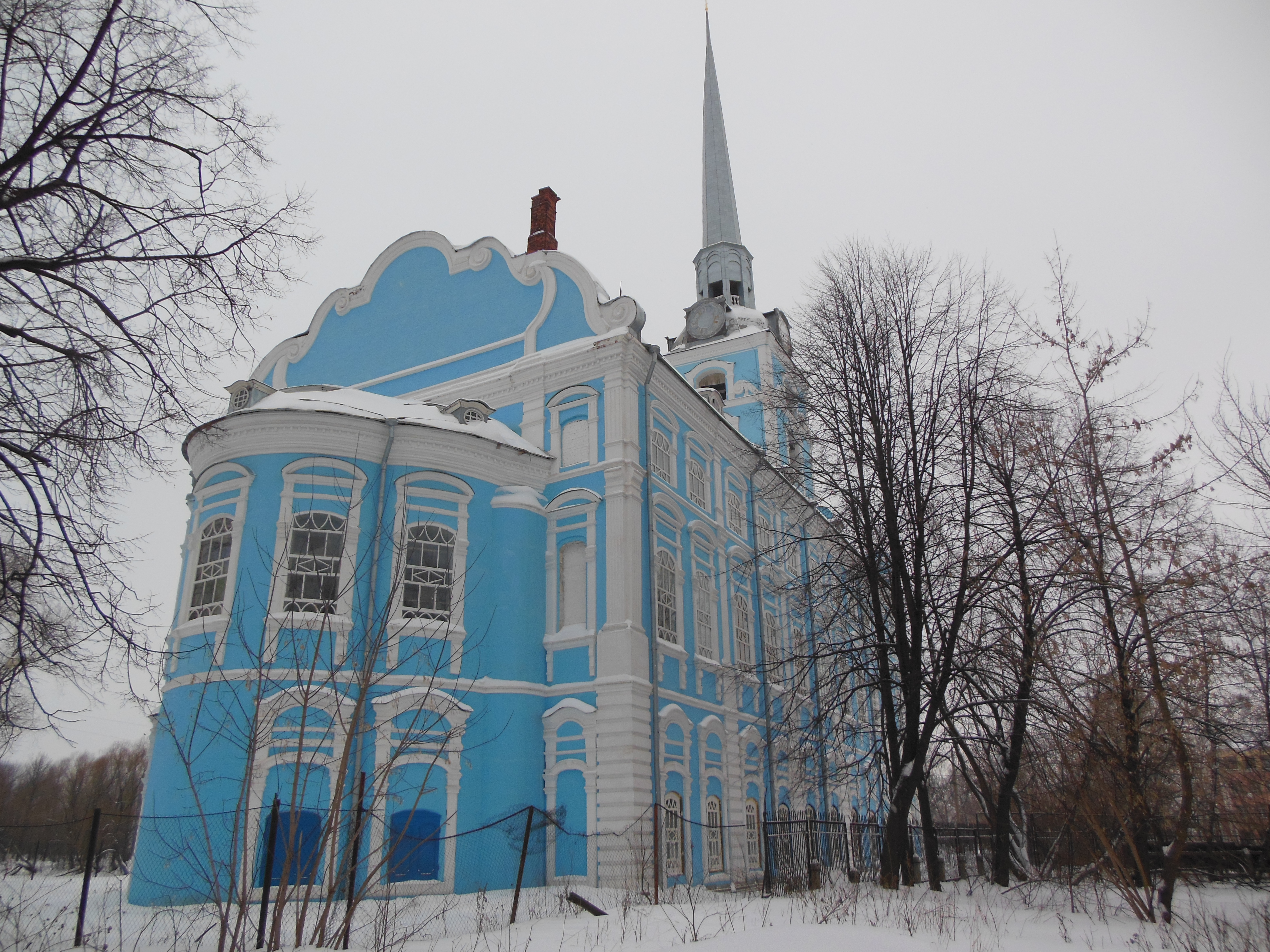
Вид с северо-востока, 2013 г.
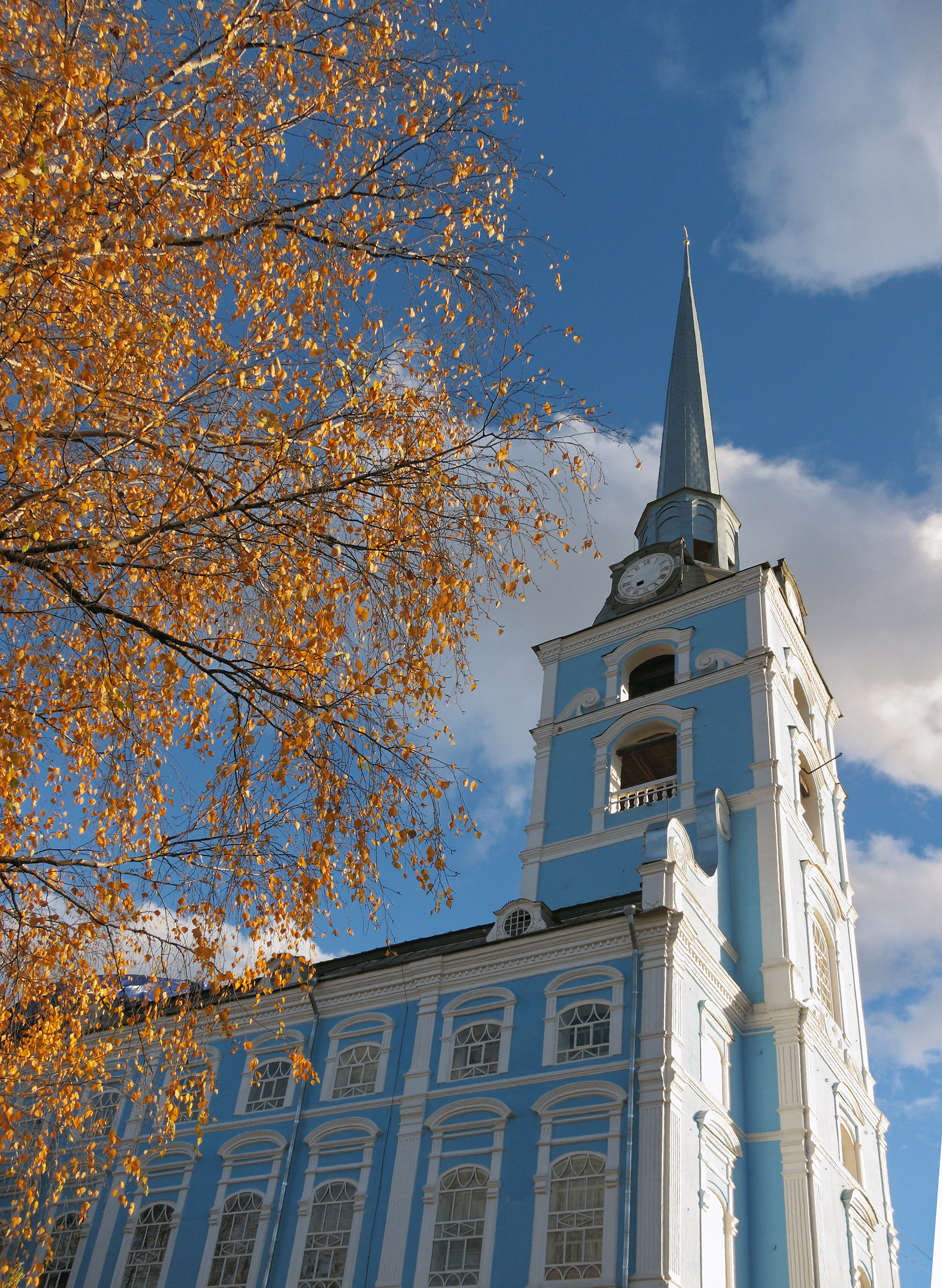
Колокольня, 2013 г.
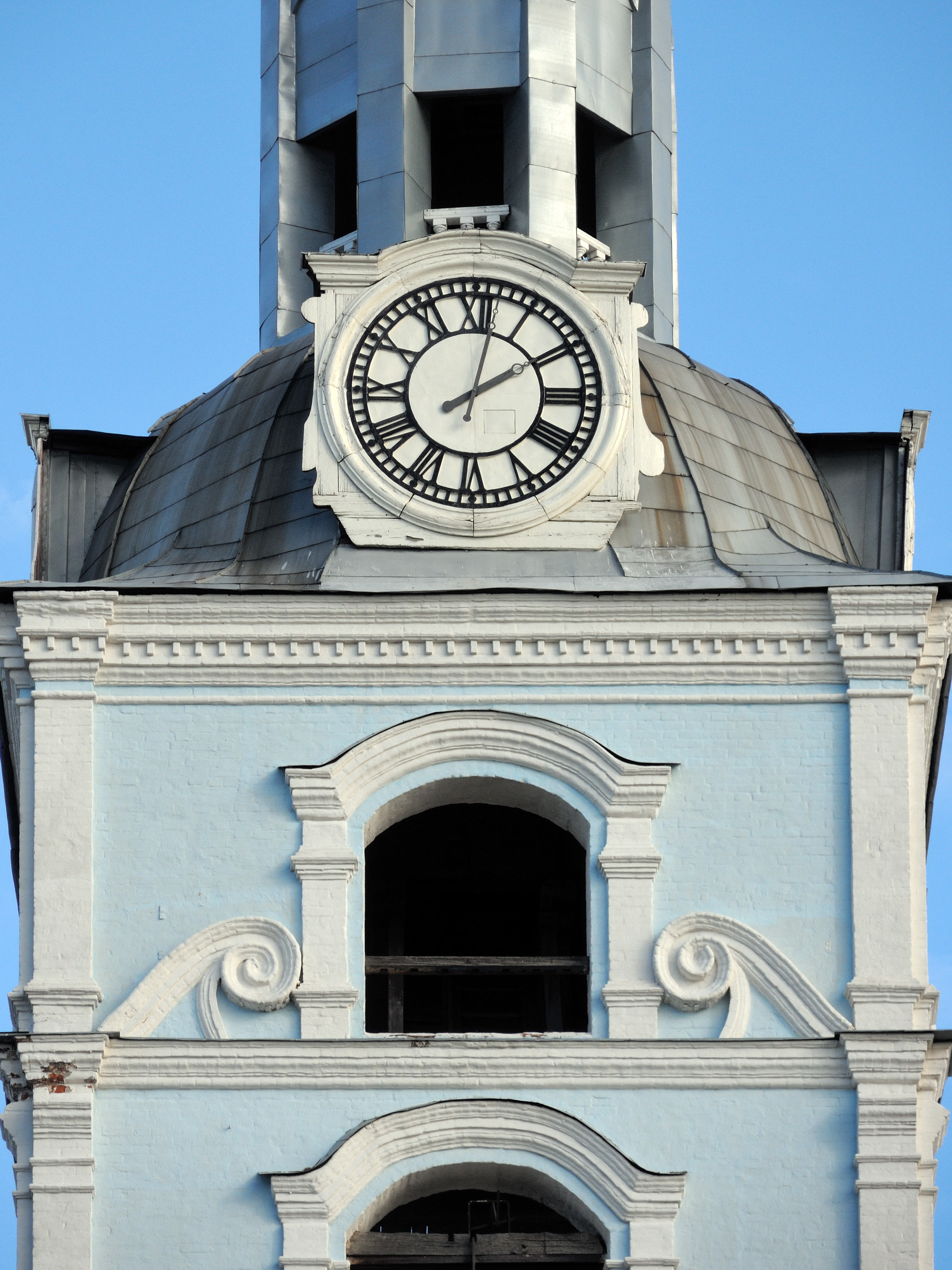
Часы на колокольне, 2019 г.